# All Will Know
All Will Know ist eine im Dezember des Jahres 2010 gegründete, deutsche Metal-Band aus Darmstadt und Mainz. Sie bewegt sich musikalisch zwischen Melodic Death Metal und Metalcore. Growls, Shouts, Screams und klarer Gesang wechseln sich ab oder werden verschiedenartig kombiniert.

## Geschichte
Gitarrist Jan Jansohn (Adorned Brood, Jan Jansohn Quartett, Ex-Agathodaimon, Ex-Dunkelschön, Ex-Opalessence) und Keyboarder Felix Ü. Walzer (Ex-Agathodaimon, Ex-Opalessence, Ex-The Legacy) gründeten die Band nach ihrem Ausstieg bei Agathodaimon. Moritz „Mo“ Stübig (Ex-Vision Scope) stieß für den klaren Gesang dazu, Ivica Butina (Ex-Opalessence, Ex-Fated) für den Bass und Sebastian Kraus (Mine) für das Schlagzeug. Gitarrist Danny Seith (IAMENEMY, Ex-We Are Guilty, Ex-all:my:faults) sowie Growler und Texter Steve KiAi (IAMENEMY, Ex-We Are Guilty, Ex-all:my:faults, Ex-Somaside, Ex-Seven Inch Bastards) komplettierten die erste Besetzung, indem man mit deren Projekt We Are Guilty (Melodic Death Metal) hinsichtlich eigener Songs und Songideen fusionierte.
Das erste Konzert fand im Mai 2011 in Mainz statt. Es folgten zahlreiche weitere Auftritte – unter anderem mit Adorned Brood, Eisregen, Debauchery, Arven, Ruk Yale Ketema, Unleash the Sky und Darkest Horizon sowie mit Ravenblood und Difused in Barcelona und Igualada (Spanien).
Im August 2011 wurde im Kohlekeller Studio (in dem auch Bands wie z. B. Adorned Brood, Agathodaimon, Benighted, A Traitor Like Judas, Crematory, Subsignal, Powerwolf, Burden und Cripper aufnehmen) in Seeheim-Jugenheim das Album contact. unter der Leitung des Produzenten Kristian Kohlmannslehner aufgenommen, auf dem Karsten „Jagger“ Jäger (Disbelief) und Frank „Akaias“ Nordmann (Asaru, Ex-Agathodaimon) als Gastsänger zu hören sind.
Im Januar 2012 wurde die Single How Far Would You Go? via Noizgate Records und im März 2012 das erste Album mit dem Titel contact. via Deafground Records veröffentlicht. Das Artwork stammt hierbei von Moritz Stübig (Gesang, Texte) selbst.
Das Debüt-Album errang viele positive Bewertungen in diversen Magazinen, Webzines oder bei Radiostationen (metal.de, Legacy: 11/15, Rock Hard: 7,5/10, MetalHammer 4/7, Time for Metal 8/10, Medicine-Mag 10/13, Metal.info 8,5/10, NewcomerRadio Deutschland 9/10, Powermetal.de 7,5/10, Mega-Metal.de 7,5/10, Bleeding4Metal 7,5/10, Jorzine.com 7/10).
contact. erregte auch Aufmerksamkeit im Ausland (u. a. Griechenland, Japan, Spanien und Ägypten).
Es kam zu einer Tournee und weiteren Konzerten mit Beteiligungen der Labelkollegen von Soulbound, Unleash the Sky und The Hand of Glory, sowie Akrea, Arven, Sapiency, Parasite Inc, The Bleeding Red, Discreation, Pyometra, Difused, Dying Source, Texas Local News, Hopscotch, Strapped Illa, Bitter Atonement, Switchtense (aus Portugal) und vielen anderen.
Für die Tournee und nahezu sämtliche Auftritte 2012 wurde Sascha Smollen (Gitarre/Gesang u. a. bei Ruk Yale Ketema und Strana Mechty), den man durch ein gemeinsames Konzert mit Ruk Yale Ketema kennengelernt hatte, als Live-Gitarrist und Growl-Support verpflichtet. Er wurde fester Gitarrist, nachdem Danny Seith sich im August 2012 aufgrund persönlicher und musikalischer Differenzen entschloss, die Band ganz zu verlassen.
Kurze Zeit später verließ Bassist Ivica Butina aus beruflichen Gründen die Band. Er wurde durch Torben Schug ersetzt.
Im Sommer 2012 spielte die Band einige Festivalauftritte, unter anderem beim Trebur Open Air und beim Umsonst und Draußen in Bad Kissingen. Im Oktober 2012 hatte die Band bereits 40 Konzerte in 17 Monaten gespielt und wurde für den Hessischen Rock und Pop Award nominiert.
Seit 2012 wird die Band live gelegentlich am Schlagzeug durch Mischa Kliege (Adorned Brood, Denight, Ex-Earth After Sun) oder Bernhard Schneider (Garden of Delight) unterstützt. 2013 half René Ellrich (Sugar of the Underworld, Freakenzy Square, Egoview) an Bass und Gitarre aus. Die Verbindung kam über gemeinsame Projekte zustande. Jan spielt zusammen mit Mischa bei Adorned Brood und mit Bernhard in einer Jazz-Combo. Sascha spielt zusammen mit René bei deren Prog. Band Sugar of the Underworld und deren mittlerweile inaktivem Metalcore-Projekt Freakenzy Square.
Vom Beginn des Jahres 2013 bis Ende 2014 schrieb die Band an neuen Songs für ihr zweites Studioalbum. Im Mai 2013 wurde Torben Schug aufgrund musikalischer Differenzen am Bass permanent durch René Ellrich, der ihn zuvor schon vertreten hatte, ersetzt.
Im weiteren Verlauf des Jahres kam es zu weiteren personellen Änderungen. Sänger Moritz Stübig und Schlagzeuger Sebastian Kraus verließen die Band aus zeitlichen, beruflichen und logistischen Gründen, Steve KiAi aufgrund persönlicher Differenzen.
Im Dezember 2013 wurden zwei neue Mitglieder vorgestellt. Frank Richter (Gitarre/Gutturaler Hintergrundgesang bei Orcus Patera, ehemals Gesang bei Stillborn Savior) übernahm sowohl den cleanen Gesang, als auch die Growls. Lukas Stumpf (ehemals Dunkelschön mit Jan Jansohn) ersetzte Sebastian Kraus am Schlagzeug.
Im März 2014 stieg Gitarrist Sascha aus, da er sich auf den Abschluss seines Studiums konzentrieren wollte. Er wurde durch Julez Holzmann ersetzt. Der neue Schlagzeuger Lukas erlitt noch vor seinem ersten Konzert eine Meniskusverletzung und wurde seitdem bei Konzerten in neuer Besetzung kurzfristig durch Mischa Kliege, Bernhard Schneider und seinen Vorgänger Sebastian Kraus vertreten. Auf den Konzerten wurden zum ersten Mal seit der Veröffentlichung von contact. auch neue Songs gespielt. Im Juni 2014 stieg Bassist René, der vor kurzem Vater geworden war, aus, um sich adäquat um seine Familie kümmern zu können. Er wurde kurzfristig durch Tobias Brzitwa ersetzt, der auch direkt fest einstieg. Im Sommer spielte die Band unter anderem auf dem Schlossgrabenfest in Darmstadt und dem Out and Loud in Geiselwind. Die Aufnahmen für ein zweites Studioalbum waren für das letzte Quartal 2014 geplant. Schon vor dem Chaostraum Open Air und dem Karben Open Air im Sommer stieg Gitarrist Julez Holzmann wieder aus, um sich verstärkt auf die Arbeit in seinem Tonstudio konzentrieren zu können. Er wurde durch Steffen Henneberger von Nordic Throne ersetzt. Im April 2015 wurde Bassist Tobias Brzitwa durch Max Jänsch ersetzt. Im August wurde auf dem 'Rodgau Rocken' mit Lukas Gröhl ein neuer fester Schlagzeuger vorgestellt.
Die Veröffentlichung des zweiten Studioalbums, Deeper Into Time, erfolgte im November 2015 über das Label Noizgate Records. Das Album wurde wie zuvor contact. größtenteils im Kohlekeller Studio aufgenommen, von Kristian Kohlmannslehner produziert und im letzten Quartal 2015 durch eine kleine Club-Tournee mit Soulbound und Burden of Life promoted. Songmaterial wurde bereits zuvor auf einigen Sommerfestivals gespielt.
Im Dezember 2017 wurde das dritte Studioalbum Infinitas auf Noizgate Records veröffentlicht.

## Diskografie
- 2012: contact. (Deafground Records)
- 2015: Deeper Into Time (Noizgate Records)
- 2017: Infinitas (Noizgate Records)
- 2019: All Will Know (Vinyl; Noizgate Records)
- 2019: Same But Different (Duckburg Records)